# Lasioptera vitis
Lasioptera vitis är en tvåvingeart som beskrevs av Osten Sacken 1862. Lasioptera vitis ingår i släktet Lasioptera och familjen gallmyggor. Inga underarter finns listade i Catalogue of Life.